# Placidochromis phenochilus
Placidochromis phenochilus es una especie de peces de la familia cíclidos.
Tiene incubación bucal por las hembras.

## Morfología
La longitud máxima descrita es de 15,7 cm.

## Distribución y hábitat
Es un pez de agua dulce tropical, bentopelágico. Se distribuye por ríos africanos, conocido sólo como endemismo en la parte norte del lago Malaui (en Malaui y Tanzania), entre los 8º y 11º de latitud sur.
Habita tanto en fodos mixtos de arena-roca como en arenosos, donde se alimenta de partículas de sedimento que ha sido expulsado a través de las branquias de especies excavadoras de mayor tamaño.